# Liste der Naturdenkmale in Berglen
| Naturdenkmale | Anzahl |
| ------------- | ------ |
| FND           | 19     |
| END           | 10     |
| Gesamt        | 29     |

Die Liste der Naturdenkmale in Berglen nennt die verordneten Naturdenkmale (ND) der im baden-württembergischen Rems-Murr-Kreis liegenden Gemeinde Berglen. In Berglen gibt es insgesamt 29 als Naturdenkmal geschützte Objekte, davon 19 flächenhafte Naturdenkmale (FND) und 10 Einzelgebilde-Naturdenkmal (END).
Stand: 5. Juni 2025.

## Flächenhafte Naturdenkmale (FND)
| Name                                                               | Bild | Kennung     | Einzelheiten                | Position | Fläche Hektar | Datum         |
| ------------------------------------------------------------------ | ---- | ----------- | --------------------------- | -------- | ------------- | ------------- |
| Alter Steinbruch                                                   | BW   | 81190890025 | Berglen                     | ⊙        | 0,1           | 13. Nov. 1992 |
| Ehemalige Steinbrüche, Flurgehölze, Trockenwiesen                  | BW   | 81190890021 | Berglen                     | ⊙        | 2,7           | 13. Nov. 1992 |
| Feldhecke in Berglen-Öschelbronn                                   | BW   | 81190890002 | Berglen                     | ⊙        | 0,2           | 31. Dez. 1986 |
| Felsbildung des Fleinsteins mit Gehölz                             | BW   | 81190890010 | Berglen                     | ⊙        | 0,0           | 31. Dez. 1986 |
| Feuchtgebiet mit Erlenbruch                                        | BW   | 81190890023 | Berglen                     | ⊙        | 1,4           | 13. Nov. 1992 |
| Feuchtwiese und große Weide                                        | BW   | 81190890004 | Berglen                     | ⊙        | 0,1           | 31. Dez. 1986 |
| Gehölz beim Friedhof Streich                                       | BW   | 81190890015 | Berglen                     | ⊙        | 0,3           | 13. Nov. 1992 |
| Kleiner Tümpel                                                     | BW   | 81190890026 | Berglen                     | ⊙        | 0,2           | 13. Nov. 1992 |
| Klinge mit Quellhang und Gehölz                                    | BW   | 81190890005 | Berglen                     | ⊙        | 1,2           | 31. Dez. 1986 |
| Lochklinge                                                         | BW   | 81190890003 | Winnenden, Berglen          | ⊙        | 2,2           | 31. Dez. 1986 |
| Pflanzenstandort im Gewann Körnerrain                              | BW   | 81190030008 | Allmersbach im Tal, Berglen | ⊙        | 0,5           | 13. Nov. 1992 |
| Pflanzenvorkommen                                                  | BW   | 81190890001 | Allmersbach im Tal, Berglen | ⊙        | 1,4           | 31. Dez. 1986 |
| Schilfbestand, Bachlauf mit Gehölz und Feuchtwiesenhang            | BW   | 81190610051 | Rudersberg, Berglen         | ⊙        | 0,8           | 13. Nov. 1992 |
| Schlucht und ehemaliger Steinbruch im Kieselsandstein              | BW   | 81190890009 | Berglen                     | ⊙        | 1,2           | 31. Dez. 1986 |
| Talstück mit Eichen-Hainbuchenwald und Feuchtbiotop                | BW   | 81190890007 | Berglen                     | ⊙        | 0,7           | 31. Dez. 1986 |
| Waldstück Seerain mit Feuchtgebiet                                 | BW   | 81190890006 | Berglen                     | ⊙        | 1,2           | 31. Dez. 1986 |
| Wegböschung mit Aufschluss des Fleinsteins, Eiche und Steppenheide | BW   | 81190890008 | Berglen                     | ⊙        | 0,2           | 31. Dez. 1986 |
| Zwei Fischteiche mit Gehölz und Weide                              |      | 81190890022 | Berglen                     | ⊙        | 1,1           | 13. Nov. 1992 |
| Zwei Schilfgebiete                                                 |      | 81190890027 | Berglen                     | ⊙        | 0,4           | 13. Nov. 1992 |
| Legende für Naturdenkmal                                           |      |             |                             |          |               |               |

## Einzelgebilde (END)
| Name                                 | Bild | Kennung     | Einzelheiten        | Position | Fläche Hektar | Datum         |
| ------------------------------------ | ---- | ----------- | ------------------- | -------- | ------------- | ------------- |
| Dorflinde in Vorderweißbuch          | BW   | 81190890016 | Berglen             | ⊙        | 0,0           | 13. Nov. 1992 |
| Eiche in Hößlinswart                 | BW   | 81190890020 | Berglen             | ⊙        | 0,0           | 17. Aug. 1981 |
| Linde am Eichberg                    |      | 81190890011 | Berglen             | ⊙        | 0,0           | 13. Nov. 1992 |
| Linde im Drexelhof                   | BW   | 81190890024 | Berglen             | ⊙        | 0,0           | 13. Nov. 1992 |
| Linde Im Öderich 1                   |      | 81190890012 | Berglen             | ⊙        | 0,0           | 13. Nov. 1992 |
| Linde in Birkenweißbuch              | BW   | 81190890017 | Berglen             | ⊙        | 0,0           | 23. Aug. 1979 |
| Linde in Hößlinswart                 | BW   | 81190890019 | Berglen             | ⊙        | 0,0           | 17. Aug. 1981 |
| Sommerlinde in Rettersburg           |      | 81190890014 | Berglen             | ⊙        | 0,0           | 13. Nov. 1992 |
| Winterlinde in Rettersburg beim Lamm |      | 81190890013 | Berglen             | ⊙        | 0,0           | 13. Nov. 1992 |
| Zwei Eichen in Hößlinswart           | BW   | 81190890018 | Berglen, Remshalden | ⊙        | 0,0           | 23. Aug. 1979 |
| Legende für Naturdenkmal             |      |             |                     |          |               |               |

## Ehemalige Naturdenkmale
| Name                     | Bild | Kennung | Einzelheiten | Position | Fläche Hektar | Datum         |
| ------------------------ | ---- | ------- | ------------ | -------- | ------------- | ------------- |
| Dorflinde (Kottweil)     | BW   |         | Berglen      | ⊙        | 0,0           | 30. Juli 1974 |
| Buche                    | BW   |         | Berglen      | ⊙        | 0,0           | 30. Juli 1974 |
| Legende für Naturdenkmal |      |         |              |          |               |               |